# 大西洋鲭

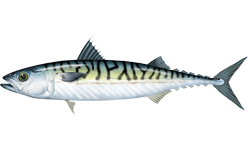
鯖魚

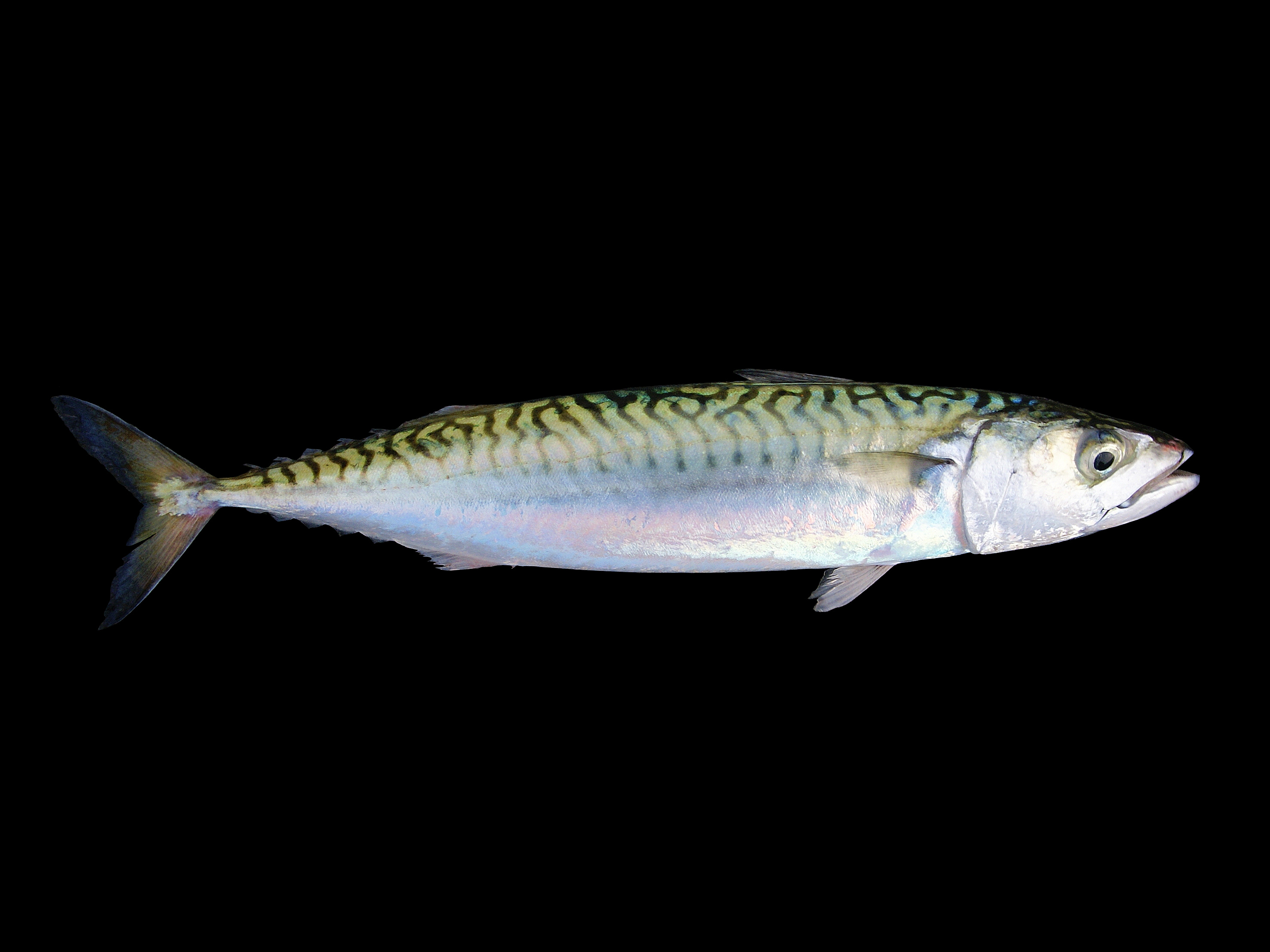
鯖魚

大西洋鯖是鯖屬的模式種，是一種很常見的可食用魚類，出沒於大西洋的海岸附近，喜群居。

## 生態
本魚生活在溫帶及寒帶的大陸棚，成群活動，冬季時會游至深水域越冬，春天時游至沿岸海域，屬肉食性，以小魚及浮游動物為食。

## 食用方式
因鯖魚易腐難藏，且具有特殊腥味，故少有生食，多數情況下都是以香料或醋醃漬鯖魚，以達成保存與去腥的效果。
美国的日餐店及韩餐店常常使用大西洋鲭来制作鲭鱼料理，以代替白腹鲭、双线鲅、花腹鲭、羽鳃鲐等亚太鱼种。

## 註解
1. ↑  繁：，简：，拼音：，注音：，音同「青」